# Sabbath Bloody Sabbath
Sabbath Bloody Sabbath är det brittiska heavy metal-bandet Black Sabbaths femte studioalbum, släppt 1 december 1973 i Storbritannien och i januari 1974 i USA. Albumet var startskottet till ett mer experimentellt Black Sabbath. På detta album hade man även rekryterat Rick Wakeman från Yes på keyboard.
Kritiker har ofta delade meningar om detta album. En del menar/menade att svängningen mot ett mer progrock-liknande sound var ett sätt för Black Sabbath att försöka få mer respekt som rockgrupp. Medan andra välkomnade nyskapandet som så smått påbörjats redan på Vol. 4. På låten "Who are You" valde man till exempel att ge Rick Wakemans synthesizer extra stort utrymme. "Spiral Architect" innehåller orkestrala arrangemang. På albumet finns också ett minnesvärt lugnt instrumentalt spår med gitarristen Tony Iommi, "Fluff". De spelade in skivan samtidigt som Yes spelade in Tales from Topographic Oceans. I samma studio också Morgan Studios.
Det skräckinjagande skivomslaget målades av konstnären Drew Struzan. På omslagets framsida syns en man på en säng, troligtvis drabbad av syner eller en mardröm, omgiven av demoner och en dödskalle med numret 666 under. Baksidan visar istället framsidans totala motsats med mannen i sängen omgiven av sörjande närstående. Skivan släpptes i ett utvikskonvolut och på insidan fanns en otydlig transparent bild på bandmedlemmarna i ett sovrum.

## Kuriosa
Black Sabbath tog namnet från skräckfilmen Black Sabbath (1963) Gruppens namn var från början Earth. Skälet till att de ändrade namnet till Black Sabbath, var att det fanns en grupp till som bar namnet Earth.

## Låtlista
Alla låtar är skrivna av Geezer Butler, Tony Iommi, Ozzy Osbourne, Bill Ward.
1. "Sabbath Bloody Sabbath" - 5:45
2. "A National Acrobat" - 6:16
3. "Fluff" - 4:11
4. "Sabbra Cadabra" - 5:59
5. "Killing Yourself to Live" - 5:40
6. "Who Are You" - 4:11
7. "Looking for Today" - 5:06
8. "Spiral Architect" - 5:29

## Medverkande
- Ozzy Osbourne - sång, munspel, synthesizer
- Tony Iommi - gitarr, piano
- Geezer Butler - elbas
- Bill Ward - trummor, slagverk

Andra medverkande:
- Rick Wakeman – keyboards, synthesizer, piano

## Listplaceringar
| Lista (1973-1974) | Position            |
| ----------------- | ------------------- |
| Australien        | 5 (Go Set)          |
| Danmark           | 4 (DR "Top 30")     |
| Finland           | 25                  |
| Kanada            | 17 (RPM)            |
| Norge             | 6 (VG-lista)        |
| Storbritannien    | 4 (UK Albums Chart) |
| Sverige           | 9 (Kvällstoppen)    |
| USA               | 11 (Billboard 200)  |
| Västtyskland      | 49                  |